# 克里斯特斯·阿帕約茲

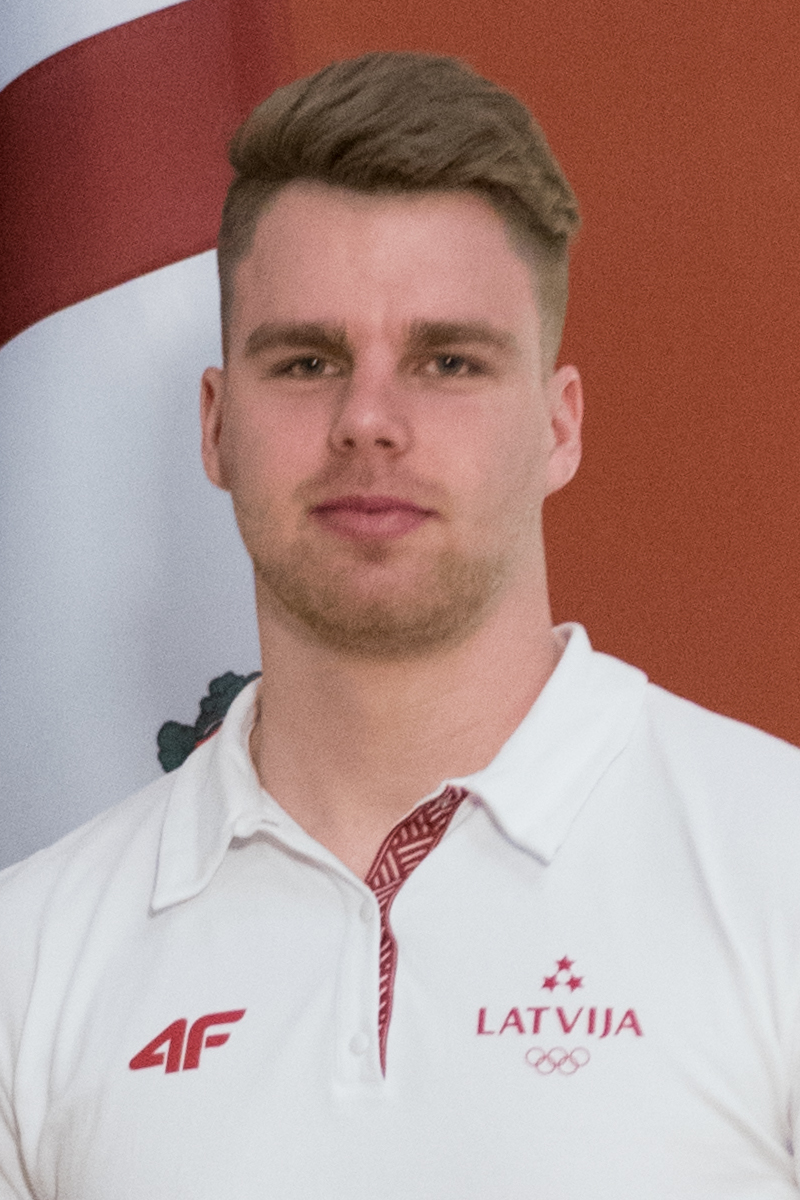
克里斯特斯·阿帕约兹，2018年

克里斯特斯·阿帕約茲（1998年2月24日—），拉脫維亞雪橇運動員，他代表拉脫維亞隊參加了中國舉行的2022年冬季奧林匹克運動會，並且在混合團體接力比賽上獲得銅牌。